# Gildehaus zur Rose

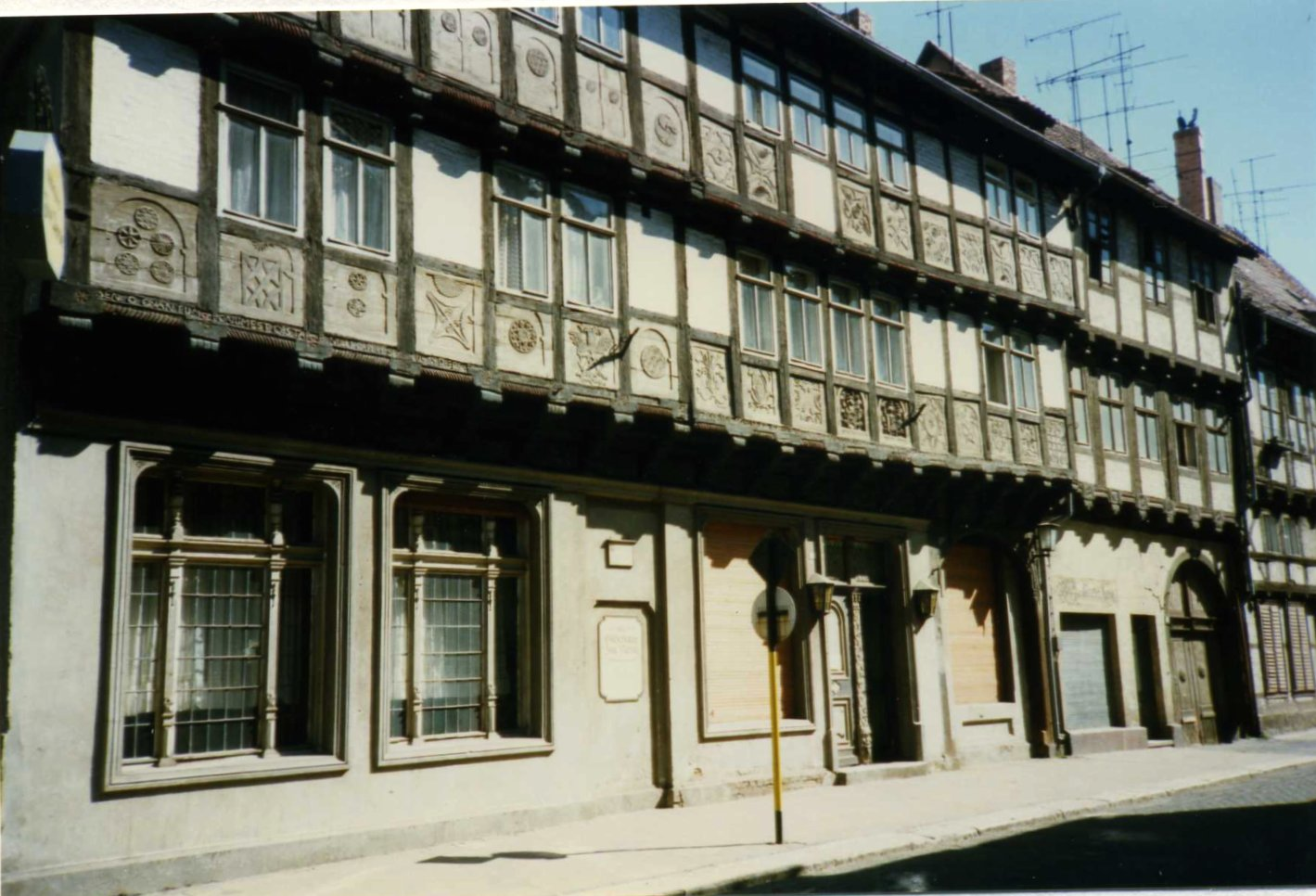
Gildehaus zur Rose im Jahr 1990

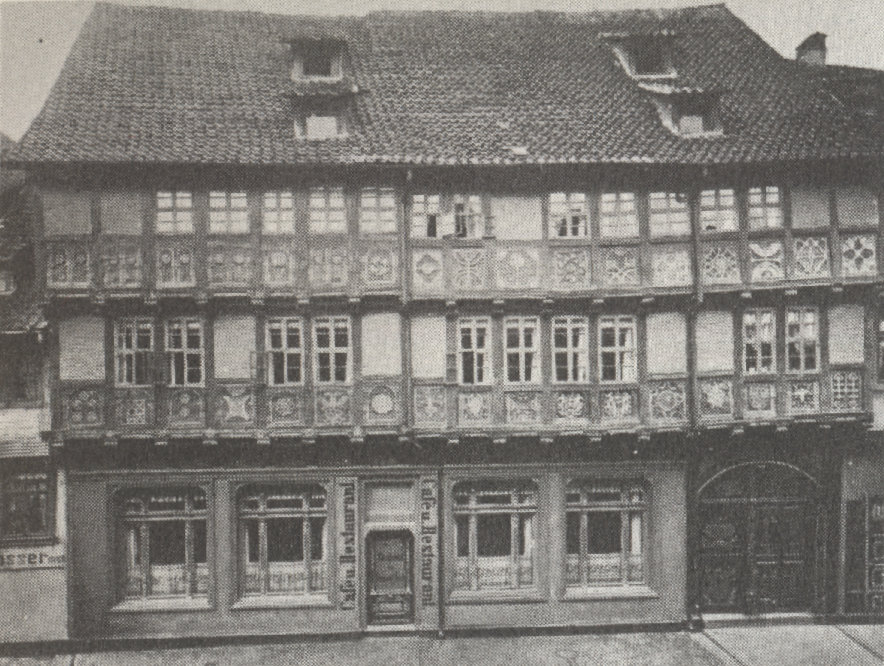
Aufnahme aus der Zeit um 1900

Das Gildehaus zur Rose ist ein denkmalgeschütztes Gebäude in der Stadt Quedlinburg in Sachsen-Anhalt.

## Lage
Das dreigeschossige Fachwerkhaus befindet sich an der Adresse Breite Straße 39 in der zum UNESCO-Weltkulturerbe gehörenden Quedlinburger Innenstadt. Als Name des Hauses wird zum Teil auch schlicht Die Rose verwendet. Im Quedlinburger Denkmalverzeichnis ist es als Kaufmannshof eingetragen.

## Architektur und Geschichte
Nach einer Inschrift am Gebäude entstand der wichtige Handelshof im Jahr 1612 für den Bürgermeister Nikolaus Schultheiß und seine dritte Ehefrau. Nach anderer Angabe gilt Nicolaus Schultze als Bauherr. Baumeister war Andreas Rühle (senior), wobei auch der damals noch junge Wulf Götze als beteiligt vermutet und zum Teil auch als alleinig angegeben wird. Das Obergeschoss kragt deutlich über das Untergeschoss vor. Die Traufseite des Gebäudes zeigt zur Straße. Die Gestaltung erfolgte im Stil der Renaissance. Die Fachwerkfassade gehört zu den am reichhaltigst verzierten Fassaden dieser Zeit in Quedlinburg. Besonders bemerkenswert dabei sind die in Quedlinburg nur selten vorhanden mit Schnitzwerk gezierten Brüstungsbohlen. Auf ihnen finden sich neben rein dekorativen Schnitzereien wie Pflanzenornamente auch Wappen und Blendarkaden. Es finden sich Motive aus dem Steinbau. Die Wappen verweisen auf den Bauherrn Nicolaus Schultze und seine Ehefrau Margaret oder Margarete Lauch. Die Ehefrau war die Tochter des Bürgermeisters Sebastian Lauch. Ihr Wappen enthält drei Lauchzwiebeln. Bei einem weiteren Wappen handelt es sich um das Wappen des Stifts Quedlinburg. Darüber hinaus findet sich das Handwerkszeichen des Ratszimmerermeisters Andreas Rühle mit den Initialen M AR. Ein Doppeladler mit Zimmermannsbeil gilt als Hinweis auf den Zimmermann Wulf Götze. Am oberen Stockwerk wurden beschnitzte Knaggen und Taustäbe, zum Teil mit Masken eingesetzt.
Im ehemals auch in Fachwerkbauweise errichteten Untergeschoss befand sich ein großes zweiflügelige Tor. Die Felder der Torfüllungen waren mit Schnitzwerk verziert. Die verschieden breiten Flügel des Tors waren durch eine ebenfalls üppig mit Schnitzereien verzierte Säule getrennt.
Das Gebäude diente in der folgenden Zeit als Wohnhaus wohlhabender Quedlinburger Bürger. Anfang des 18. Jahrhunderts lebte hier der Syndicus Dr. Burchard Tilemann und 1745 Advokat Andreas Stöken. Zeitweise war es Gildehaus der Zimmerer und verfügte über Saal und Fremdenzimmer. Vermutlich ab dem 19. Jahrhundert erfolgte dann eine Nutzung als Gaststätte. Von der Gaststätte Zur Rose leitet sich der Name des Hauses ab.
In einer Beschreibung des Gebäudes aus dem Jahr 1850 wird für die rechte Hausseite ein Vorbau beschrieben, der die gesamte Fassadenlänge einnahm. Zu diesem Zeitpunkt hatte das Haus 17 Fenster. Die Kopfstreben werden als mit Fratzen verziert dargestellt.
Am Nordende des Hauses war nachträglich ein vorkragender Erker mit drei Fenstern angefügt worden, der jedoch 1893 wieder entfernt wurde. Zugleich erhielt das Haus größere Fenster und eine mittig gelegene Tür zur Gaststätte. Ein ehemals bestehendes Zwischengeschoss wurde entfernt. Auch die Toreinfahrt verschwand. Die Säule des Tors wurde später an einem um 1900 geschaffenen Eingang wiederverwendet.
1893 wurde ein bis dahin bestehendes Nachbarhaus abgerissen, um im Hinblick auf zunehmenden Verkehr eine Straßenverbreiterung zu ermöglichen. Nach einer anderen Angabe brannten die Seitenflügel des Hauses 1893 nieder. Seit diesem Jahr ist die Rose ein freistehender Eckbau. Im Jahr 1895 wurde das Erdgeschoss in massiver Bauweise erneuert. Hierbei blieb jedoch die in Fachwerkbauweise gestaltete Einfahrt erhalten. Das Obergeschoss wurde, abgesehen von den größeren Fenstern, nicht verändert. Ursprünglich verfügte das dritte Geschoss über ein Fensterband. Auf dem Dach befand sich, etwas von der Mitte versetzt, ein Zwerchhaus.
Der ebenfalls in Fachwerkbauweise errichtete Hofflügel entstand im 18. Jahrhundert.